# Erekruis voor Militaire Verenigingen
Het Erekruis voor Militaire Verenigingen  (Duits: "Kriegervereins-Ehrenkreuz") was een op 7 april 1909 ingestelde onderscheiding van het Groothertogdom Saksen-Weimar-Eisenach dat na 1877 het groothertogdom Saksen werd.
Het erekruis werd "voor uitstekende en langdurige lidmaatschap in militaire verenigingen" en na 1916 voor "uitmuntende verdienste in het militair voorbereiden van de jeugd" uitgereikt. 
Het medaillon op de voorzijde van de onderscheiding draagt het groothertogelijk monogram "WE" met op de ring de tekst "VIGILANDO ASCENDIMVS". Op de keerzijde staat binnen een eikenkrans de opdracht "FÜR DEUTSCHE TREUE'".
Het kruis werd aan een 37 millimeter breed groen lint met greel-zwarte bies op de linkerborst gedragen. Het gematteerde bronzen kruis de vorm van een kruis pattée en is 38,3 millimeter hoog en weegt 18,2 gram.
De fabrikant was Theodor Müller. In de Eerste Wereldoorlog kwam het tot verleningen van kruisen van oorlogsmetaal, in dit geval zink. Een dergelijk kruis is lichter van kleur, het heeft een hoogte van 39 millimeter en weegt slechts 16,8 gram. De val van de monarchie maakte in 1918 een einde aan de onderscheidingen van het groothertogdom. 

## Vaandeldecoratie
De onderscheiding was in 1902 al als vaandeldecoratie ingesteld. Dit niet-draagbare kruis, het "Erekruis voor Krijgs- en Militaire Verenigingen", was veel groter dan de draagbare onderscheidingen. Een dergelijk kruis weegt 34,7 gram en is 55,6 millimeter hoog en 38 millimeter breed. Ook het lint (de "cravatte") was breder.